# Moonlight Mile (film)
Pour les articles homonymes, voir Moonlight Mile.
Pour plus de détails, voir Fiche technique et Distribution.
Moonlight Mile est un film américain réalisé par Brad Silberling, sorti en 2002.

## Fiche technique
- Titre : Moonlight Mile
- Réalisation : Brad Silberling
- Scénario : Brad Silberling
- Photographie : Phedon Papamichael
- Musique : Mark Isham
- Pays de production :  États-Unis
- Genre : Drame
- Date de sortie : 2002

## Distribution
- Jake Gyllenhaal : Joe Nast
- Dustin Hoffman : Ben Floss
- Susan Sarandon : Jojo Floss
- Alexia Landeau : Cheryl
- Richard Messing : Rabbin
- Mary Ellen Trainor : Mrs. Meyerson
- Richard Fancy (en) : Mr. Meyerson
- Marcia Mitzman Gaven
- Allan Corduner : Stan Michaels
- Holly Hunter : Mona Camp
- Ellen Pompeo : Bertie Knox
- Edward Lachman : Photographe
- Gordon Clapp : Tanner
- Dabney Coleman : Mike Mulcahey
- Mary Catherine Garrison : Caroline
- Audrey Marie Anderson : Audrey Anders
- Colombe Jacobsen-Derstine : Patty
- Richard T. Jones : Ty
- Roxanne Hart : June Mulcahey
- Tom Dahlgren : Juge